# Kazimierz Twardowski
Kazimierz Jerzy Skrzypna-Twardowski, Cavaliere di Ogonczyk (Vienna, 20 ottobre 1866 – Leopoli, 11 febbraio 1938), è stato un filosofo e logico polacco.

## Biografia
Twardowski studiò filosofia a Vienna con Franz Brentano e Robert Zimmermann. Nel 1891 conseguì il dottorato con la sua dissertazione Über den Unterschied zwischen der klaren und deutlichen Perzeption und der klaren und deutlichen Idee bei Descartes (Sulla distinzione tra la percezione chiara e distinta e l'idea chiara e distinta in Descartes) e nel 1894 scrisse la sua tesi di abilitazione Zur Lehre vom Inhalt und Gegenstand der Vorstellungen (Sulla dottrina del contenuto e dell'oggetto delle presentazioni). Insegnò a Vienna durante gli anni 1894/1895 dopodiché fu nominato professore a Lvov (che allora faceva ancora parte dell'Austria). 
Twardowski fondò la Scuola di logica di Lvov-Varsavia e divenne il "padre della logica Polacca", iniziando la tradizione della filosofia scientifica in Polonia. Fra i suoi allievi vi erano i logici Stanisław Leśniewski, Jan Łukasiewicz e Tadeusz Czeżowski, lo psicologo Władysław Witwicki, lo storico della filosofia Władysław Tatarkiewicz, lo studioso di fenomenologia ed estetica Roman Ingarden ed altri filosofi vicini al Circolo di Vienna come Tadeusz Kotarbiński e Kazimierz Ajdukiewicz.

## Contenuto e oggetto
Twardowski, nello scritto "Sulla dottrina del contenuto e dell'oggetto delle rappresentazioni" parla inizialmente della immanenza dell'oggetto all'atto intenzionale, per cui ad ogni atto intenzionale corrisponde un oggetto immanente a cui l'atto si relaziona. 

### Rappresentazione e giudizio
Per Twardowski ogni rappresentazione si distingue in atto della rappresentazione e contenuto della rappresentazione.
E il contenuto della rappresentazione si distingue a sua volta dall'oggetto, ma l'ambiguità del linguaggio è tale che sia il contenuto che l'oggetto sono rappresentati, mentre per  "rappresentazione" si indica sia l'atto che il contenuto.
Twardowski dice che altro è il rappresentarsi qualcosa e altro è l'affermare o negare qualcosa; a tal proposito egli dice che non c'è alcuna forma di transizione possibile tra rappresentazione e giudizio. Infatti critica la tesi di Benno Erdmann secondo il quale le rappresentazioni sono implicitamente dei giudizi. Erdmann sostiene che alcuni giudizi vengono riassunti in una sola parola (lo Stato, le leggi di natura, la religione) il cui significato è dato attraverso giudizi (sarebbe quello che noi chiamiamo definizione). Twardowski critica l'argomento di Erdmann dicendo che anche se ci si rappresenta un soggetto, dei predicati ed un giudizio che li collega, questa non è l'enunciazione di un giudizio. Egli sostiene inoltre che se ogni rappresentazione implica un'asserzione sull'oggetto della rappresentazione stessa, allora la conseguenza sarebbe che ci siano solo rappresentazioni semplici nel vero senso della parola.

### Termini e giudizi
Twardowski è d'accordo sulla traducibilità reciproca di un termine e di una proposizione e fa due esempi: da un lato le proposizioni senza soggetto (tipo "Piove" oppure "Fuoco!") e dall'altro lato le definizioni. Twardowski ritiene giustamente che l'esempio richiamato da Erdmann sia il secondo e cioè la definizione, ma obietta che le proposizioni comunicano non solo i giudizi reali, ma anche i giudizi rappresentati e dunque nelle definizioni si possono anche nascondere giudizi meramente rappresentativi. Per Twardowski oggetto del giudizio ed oggetto della rappresentazione sono lo stesso, mentre ad es. nel giudizio negativo non viene negata la connessione tra oggetto ed esistenza, ma viene negato lo stesso oggetto. Come nel riferirci ad un oggetto noi individuiamo un contenuto (e lo esprimiamo), così noi nel giudicare un oggetto, affermiamo o neghiamo la sua esistenza: cioè, nel rappresentare noi delineiamo l'essenza di un oggetto, mentre nel giudicare ne valutiamo l'esistenza.

### I nomi
Più prudentemente di altri Twardowski parla di analogia tra pensiero e linguaggio, ma non di completo isomorfismo. Sulla scia di John Stuart Mill Twardowski dice che il nome, nominando una cosa, comunica una rappresentazione: i nomi sono lo stesso che i segni categorematici, cioè i segni che non sono semplicemente co-significanti, ma che tuttavia di per sé non costituiscono l'espressione completa di un giudizio, ma solo l'espressione di una rappresentazione. Un nome deve destare un determinato contenuto di rappresentazione, ma il significato di un nome non è solo la rappresentazione che induce nel ricevente, ma anche il fatto che l'emittente ha questa rappresentazione. Per Twardowski il significato è un contenuto mentale evocato nell'emittente e nel ricevente, ma al tempo stesso il nome può anche designare oggetti. Perciò si deve distinguere le diverse funzioni di un nome:
- rendere noto un atto di rappresentazione in chi parla
- destare un contenuto mentale in chi ascolta
- designare un oggetto.

### Aggettivi attributivi e aggettivi modificanti
È necessario poi distinguere tra rappresentazione di un contenuto e rappresentazione di un oggetto. A tale scopo bisogna distinguere tra aggettivi attributivi (determinativi) ed aggettivi modificanti. 
L'aggettivo attributivo amplia e/o specifica il significato di un nome o di un'espressione senza alterarlo però radicalmente (es. uomo buono). L'aggettivo modificante muta completamente il significato originario del nome cui si accompagna (ad es. "uomo morto" non è più uomo, "amico falso" non è più amico). Twardowski precisa che a volte gli aggettivi modificanti sono attributivi e viceversa: ad es. "in "falso amico", "falso" è modificante.

### L'ambiguità del rappresentare
Twardowski dice che anche "rappresentato" ha questa sorta di ambiguità: egli fa l'esempio del pittore che dipinge un quadro, ma dipinge anche un paesaggio. La medesima attività del pittore ha due oggetti, ma il risultato di questa attività è uno solo. Quando il pittore ha terminato egli ha sia un quadro dipinto che un paesaggio dipinto. Il paesaggio non è reale, ma solo dipinto ed il quadro dipinto e il paesaggio dipinto sono una cosa sola. Twardowski conclude che il quadro rappresenta realmente un paesaggio ed è quindi un paesaggio dipinto che è a sua volta un quadro del paesaggio.
La parola "dipinto" dunque gioca un doppio ruolo: "dipinto" a proposito del quadro appare una determinazione attributiva, determinazione che specifica che si tratta di dipinto e non di incisione; "dipinto" a proposito del paesaggio appare una determinazione modificante, in quanto il paesaggio dipinto non è reale paesaggio, ma una superficie dipinta di tela trattata dal pittore. Questo paesaggio dipinto però rappresenta un paesaggio reale. Il paesaggio che il pittore ha dipinto è rappresentato sul quadro ed è stato dipinto dal pittore. Il fatto che è stato dipinto da un pittore, non lo fa cessare di essere un paesaggio. Se si dice "Mi ricordo questo paesaggio: l'ho visto alla mostra d'arte" si parla del paesaggio reale che è stato dipinto e non del paesaggio dipinto. L'aggiunta "dipinto" alla parola "paesaggio" non modifica il risultato della parola "paesaggio". 
Twardowski conclude che in questo caso "dipinto" è un attributo determinante, in quanto indica che il paesaggio sta in una relazione determinata rispetto ad un quadro, una relazione che non fa cessare al paesaggio di essere un paesaggio, più di quanto la somiglianza di un uomo con un altro uomo non fa cessare il primo di essere appunto un uomo. Ciò che si è detto di "dipinto" vale anche per "rappresentato", che si applica sia al contenuto (paesaggio dipinto) che all'oggetto (paesaggio reale) di una rappresentazione: al rappresentare corrisponde un duplice oggetto, un oggetto ed un contenuto rappresentati. L'oggetto rappresentato (il paesaggio dipinto) è il contenuto della rappresentazione (il quadro dipinto): in "contenuto rappresentato" l'aggettivo "rappresentato" non modifica l'oggetto. Il contenuto rappresentato è ugualmente un contenuto come il quadro dipinto è un quadro. Come un quadro può essere solo dipinto, così un contenuto può essere solo rappresentato. Non c'è neppure un'attività che potrebbe in questo caso sostituire il rappresentare. Il contenuto della rappresentazione (il quadro dipinto) e l'oggetto rappresentato (il paesaggio dipinto) sono la stessa cosa. Per l'oggetto "rappresentato" è un'espressione modificante, perché l'oggetto rappresentato non è più un oggetto, ma il contenuto di una rappresentazione, così come il paesaggio dipinto non è un paesaggio, ma un quadro. 
Comunque il contenuto della rappresentazione si riferisce a qualcosa che non è un contenuto della rappresentazione, ma ne è l'oggetto e tale oggetto si può definire anche come rappresentato senza modificarne radicalmente il significato: "L'oggetto è rappresentato" vuol dire che un oggetto è entrato in un rapporto determinato con un essere capace di avere rappresentazioni.
Il fatto che un oggetto è rappresentato può voler dire o che si tratti davvero di un oggetto (il quale nel mezzo di tante altre relazioni può entrare in rapporto anche con un soggetto di conoscenza) o che l'oggetto rappresentato è l'opposto di un oggetto vero e proprio, un contenuto di rappresentazione, qualcosa di assolutamente diverso da un oggetto reale. 
Nel primo senso l'oggetto rappresentato può essere affermato o negato attraverso un giudizio (senza virgolette) e ciò in quanto per poter essere affermato o negato un oggetto va rappresentato. Peraltro l'oggetto affermato o negato è sempre un oggetto nel secondo senso cioè un contenuto di rappresentazione (con le virgolette). Un oggetto nel primo senso non è ciò che è affermato o negato e non lo si ha in mente quando si dice che un oggetto esiste o non esiste. In questo caso infatti l'oggetto rappresentato è il contenuto della rappresentazione.
Come il pittore, rappresentando un paesaggio, dipinge un quadro (per cui il paesaggio è l'oggetto primario, mentre il quadro l'oggetto secondario) così chi si rappresenta un cavallo, si rappresenta un contenuto che si riferisce al cavallo. Il cavallo reale è l'oggetto primario del rappresentare, il contenuto, per mezzo del quale l'oggetto è rappresentato, è l'oggetto secondario dell'attività di rappresentazione. Twardowski a tal proposito considera migliore la definizione di Zimmermann per il quale il contenuto è pensato nella rappresentazione, mentre l'oggetto è rappresentato per mezzo del contenuto di rappresentazione: ciò che è rappresentato in una rappresentazione è il contenuto, mentre ciò che è rappresentato per mezzo di una rappresentazione è il suo oggetto. 

### Le rappresentazioni senza oggetto
Trattando le rappresentazioni senza oggetto, Twardowski fa poi l'esempio di alcuni pensatori che hanno riconosciuto l'esistenza di queste rappresentazioni: Bernard Bolzano, ad es., che parla di "niente", "quadrato rotondo", "montagna d'oro" "virtù verde" oppure Benno Kerry, per il quale colui che mostra l'incompatibilità tra le parti di una rappresentazione, ha con ciò anche dimostrato che sotto una certa rappresentazione non possa cadere alcun oggetto e fa l'esempio di x>0 e tale che 2x=x.
Le rappresentazioni senza oggetto si dividono per Twardowski in: 
A) rappresentazioni che implicano apertamente la negazione di qualsiasi oggetto (es. la rappresentazione di niente);
B) rappresentazioni a cui non corrisponde alcun oggetto perché nel loro contenuto compaiono determinazioni reciprocamente contraddittorie (es. circolo quadrato);
C) rappresentazioni a cui non corrisponde alcun oggetto perché non si è potuto mostrare alcun oggetto del genere in base all'esperienza (es. la montagna d'oro).

### Il nulla e l'infinitazione
Si è creduto, a tal proposito, di distinguere tra vari tipi di "niente", tra cui ci sarebbe "niente" come concetto vuoto senza oggetto. Domandandosi cosa significhino "non-ente" (ni-ente) e "non-qualcosa" (n-ulla) a cui equipariamo ad es. "nihil",  Twardowski rielabora il concetto scolastico di infinitazione (la combinazione tra un'espressione categorematica ed una negazione che dà luogo ad una nuova espressione dal significato determinato): per Twardowski quando si dice "non-Greci" non si suddividono i Greci tra quelli che sono Greci e quelli che non lo sono. Ciò che si suddivide è un concetto sovraordinato (ad es. "esseri umani"). Nel caso di "non-fumatori" si dividono i viaggiatori in fumatori e non. 
Solo se non si riconosce la capacità dell'infinitazione ad effettuare una dicotomia di una rappresentazione sovraordinata, si può avere la singolare idea per cui per "non-uomo" si intenda tutto ciò che non sia uomo (anche ad es. uno squillo di tromba). Ma se l'infinitazione ha un effetto dicotomico in una rappresentazione sovraordinata, espressioni come "non-greci" lungi dall'essere prive di significato possono essere designate come categorematiche. L'effetto dicotomico dell'infinitazione è legato alla condizione per cui deve esserci una rappresentazione sovraordinata alla rappresentazione significata dal nome infinitizzato. Se tale rappresentazione non c'è, il nome infinitizzato diventa privo di significato e, nel caso di "qualcosa" o di "ente", si designa una rappresentazione che non ne ha più alcuna di sovraordinata, e se ce ne fosse qualcuna, essa sarebbe pur sempre qualcosa e dunque ci sarebbe identità tra ciò che è sovraordinato e ciò che è subordinato (una stessa cosa al tempo stesso sovraordinata e coordinata ad un'altra). Insomma l'infinitazione di "qualcosa" presuppone un "qualcosa" sovraordinato allo stesso "qualcosa" e dunque presuppone un'assurdità. Infine Twardowski sostiene che l'espressione "Niente" è non categorematica, ma sincategorematica, in quanto non è un nome, ma una componente di proposizioni negative: ad es. "Niente è eterno" equivale a "Non c'è qualcosa di eterno" oppure "Non vedo niente" equivale a "Non c'è qualcosa vista da me". Dunque "Niente" non starebbe per alcuna rappresentazione. 

### Gli oggetti contraddittori
Twardowski parla poi delle rappresentazioni senza oggetto di tipo (B), tali perché in esse vi sono note incompatibili (es. quadrato con lati obliqui). Egli dice che chi afferma che sotto tali rappresentazioni non cade alcun oggetto genera confusione. Infatti, in questo caso chi pronuncia "quadrato con angoli obliqui" rende noto che c'è una rappresentazione, che c'è un contenuto correlato alla rappresentazione, ma egli nominerebbe qualcosa di cui poi si nega l'esistenza quando si deve enunciare un giudizio intorno ad esso. In realtà qualcosa è designato mediante il nome anche se esso non esiste e ciò che viene designato è distinto dal contenuto della rappresentazione, giacché esso non esiste, mentre quest'ultimo sì. 
Noi attribuiamo a ciò che nominiamo proprietà contraddittorie che non appartengono al contenuto della rappresentazione, giacché il contenuto se avesse queste proprietà contraddittorie non esisterebbe. Noi perciò attribuiamo proprietà contraddittorie non al contenuto, ma al designato, che non esiste ma è il portatore di queste proprietà. Il circolo quadrato non è qualcosa di rappresentato come il contenuto di una rappresentazione, ma nel senso dell'oggetto della rappresentazione che è negato, ma rappresentato come oggetto. Solo come oggetto della rappresentazione il circolo quadrato può essere negato, mentre il contenuto che costituisce il significato del nome, esiste nel senso più vero della parola. La confusione di chi nega ciò sta nel fatto che si ritiene la non esistenza di un oggetto come non-rappresentazione di un oggetto. Ma per mezzo di ogni rappresentazione si rappresenta un oggetto, che esso esista o no, così come ogni nome designa un oggetto, che esso esista o no. Si ha ragione dunque nel dire che gli oggetti di certe rappresentazioni non esistono, ma si dice qualcosa di troppo, dicendo che sotto tali rappresentazioni non cade alcun oggetto.

### La distinzione tra contenuto ed oggetto
Twardowski poi dice che contenuto ed oggetto di una rappresentazione sono distinti sia nel caso l'oggetto esista, sia che non esista. Egli dice che se si dice "Il sole esiste" non si pensa al contenuto di una sua rappresentazione, ma a qualcosa di totalmente distinto da questo contenuto. Le cose non stanno in maniera così semplice nel caso delle rappresentazioni i cui oggetti non esistono perché si potrebbe pensare che ci sia una differenza logica e non reale tra contenuto ed oggetto.
Sulla natura solo logica di tale differenza Twardowski obietta che:
- Se contenuto ed oggetto fossero lo stesso, perché non sarebbero lo stesso quando l'oggetto esiste ed è chiaramente distinto dal contenuto?
- Se neghiamo l'oggetto, ma ce lo dobbiamo rappresentare, il contenuto esisterebbe, ma l'oggetto no. Come si spiega senza presupporre la differenza tra contenuto ed oggetto anche nel caso dell'inesistenza dell'oggetto?

Una montagna d'oro è fatta d'oro ed è spazialmente estesa, non così il contenuto della rappresentazione di una montagna d'oro.
In un oggetto contraddittorio, le determinazioni contraddittorie non sono attribuite al contenuto della rappresentazione: il contenuto della rappresentazione di un quadrato con gli angoli obliqui non è né quadrato, né ha gli angoli obliqui. Cosa che invece riguarda l'oggetto della rappresentazione.
Prendendo spunto dall'osservazione di Liebmann per il quale il contenuto di nostre rappresentazioni visive, oltre all'estensione spaziale, ha predicati geometrici (posizione, figura) che non sono propri dell'atto di rappresentazione. Liebmann in realtà chiama "contenuto" quello che in realtà è l'oggetto, ma per il resto le sue osservazioni sono corrette, solo che ad esse manca il medium tra atto ed oggetto di rappresentazione in virtù del quale un atto si rivolge a questo determinato oggetto ed a nessun altro. Tale medium non è identico all'atto, anche se costituisce insieme all'atto una singola realtà psichica, ma mentre l'atto di rappresentazione è reale, al contenuto della rappresentazione fa difetto la realtà; all'oggetto invece talvolta spetta la realtà, talvolta no. Ed anche in questa relazione rispetto alla realtà che si esprime la differenza tra contenuto ed oggetto.
Altra prova della differenza tra contenuto ed oggetto sono le rappresentazioni interscambiabili, che hanno la stessa estensione, ma contenuto differente. Es. "La città situata sul luogo della romana Juvavum" e "il luogo di nascita di Mozart" hanno significato (sinn) diverso ma designano la stessa cosa (denotatum). Ora il sinn coincide con il contenuto della rappresentazione mentre il denotatum è l'oggetto. Le rappresentazioni interscambiabili sono rappresentazioni nelle quali è rappresentato un contenuto differente, ma per mezzo delle quali è rappresentato lo stesso oggetto. I due contenuti infatti constano di elementi assai diversi: ne "La città che si trova nel luogo di Juvavum" sono collegati i Romani ed un accampamento fortificato, mentre ne "Il luogo di nascita di Mozart" appaiono un compositore e la nascita di un bambino. Entrambi i contenuti però si riferiscono allo stesso oggetto. Le stesse proprietà che appartengono al luogo di nascita di Mozart appartengono anche alla città situata dove si trovava Juvavum. l'oggetto della rappresentazione è lo stesso, ma differente è il loro contenuto. È facile applicare tale ragionamento alle rappresentazioni il cui oggetto non esiste. Ad es. un cerchio in senso stretto non esiste in nessun luogo, ma lo si può rappresentare sia come figura espressa da un'equazione, sia come una linea i cui punti sono egualmente distanti da un punto determinato. Tutte queste rappresentazioni differenti nel contenuto, si riferiscono alla stessa cosa. Ci sono però difficoltà nell'applicare l'argomento delle rappresentazioni interscambiabili nel caso in cui l'oggetto contiene determinazioni contraddittorie. Se si rappresenta un quadrato che ha gli angoli obliqui ed un quadrato che ha le diagonali disuguali, si hanno due rappresentazioni, in parte differenti, in parte identiche. Ma è difficile stabilire se questi contenuti differenti si riferiscono allo stesso oggetto in quanto mancano tutte le altre rappresentazioni dell'oggetto e perciò non è possibile il prendere conoscenza dell'oggetto della rappresentazione, e non è possibile fare un confronto tra le proprietà di due rappresentazioni interscambiabili, perché manca la connessione logica tra le note caratteristiche. 
Si può in realtà constatare in altro modo l'identità dell'oggetto rappresentato da entrambe le rappresentazioni interscambiabili: infatti si può formare la rappresentazione di un oggetto con determinazioni contraddittorie, il cui contenuto è rappresentato da più di un paio di tali determinazioni incompatibili (ad es. una figura quadrata con gli angoli obliqui e le diagonali disuguali). Qui le determinazioni 'quadrato' e 'angoli obliqui' e 'quadrato' è con diagonali disuguali' contrastano a due a due. 
Mediante la rappresentazione che ha per contenuto entrambe le coppie di determinazioni, viene rappresentato un singolo oggetto non esistente. Tuttavia si può dividere questa rappresentazione in due parti, rappresentandosi ogni volta solo una delle coppie di proprietà reciprocamente contraddittorie. Ci si può rappresentare la figura quadrata con angoli obliqui e diagonali disuguali, una volta rappresentandosi "un quadrato con angoli obliqui" ed un'altra volta "un quadrato con diagonali disuguali". Secondo questa premessa, ci si rappresenta lo stesso oggetto mediante rappresentazioni solo parzialmente identiche fra loro per quel che riguarda il loro contenuto e dunque tra loro interscambiabili (giacché l'oggetto è lo stesso). In questo modo, l'argomento delle rappresentazioni interscambiabili a favore della distinzione tra contenuto ed oggetto si può applicare anche alle rappresentazioni i cui oggetti non possono esistere perché le loro determinazioni sono incompatibili tra loro.

### Il concetto di oggetto
Twardowski affronta poi il tema del concetto di oggetto e cita Kant quando dice che il più alto concetto è il concetto di oggetto in generale (che si divide in possibile ed impossibile). Kant però dice anche che tale oggetto può essere qualcosa o niente e Twardowski contesta tale asserzione in quanto considera "niente" non come un oggetto, ma come un'espressione sincategorematica: "niente" significa il limite del rappresentare, dove cioè il rappresentare stesso cessa di essere tale. Alle ragioni già addotte, Twardowski aggiunge, riguardo a questa concezione del "niente", che se un oggetto è rappresentato da una rappresentazione, giudicato tramite un giudizio, desiderato tramite un desiderio, se "niente" fosse l'oggetto di una rappresentazione, potrebbe essere affermato o negato. Ma, afferma Twardowski, non si può dire né "niente esiste", né "niente non esiste". Quando si usano certe locuzioni, o si intende qualcosa di diverso (es. il Nirvana) o l'espressione "niente" rivela la sua natura sincategorematica (es. "non c'è niente" = "non c'è qualcosa di reale al di fuori del soggetto di rappresentazione"). Chi dice di rappresentarsi "niente" in realtà non si rappresenta affatto. Chi invece rappresenta, si rappresenta qualcosa, cioè un oggetto. 
Twardowski poi dice che "oggetto" non deve essere confuso con "fatti" o "cose", che sono solo categorie appartenenti a ciò che è rappresentabile, cioè solo una categoria interna a quella più vasta degli oggetti: una "caduta mortale", non è una cosa, ma è un oggetto. Tutto ciò che è nominato è un oggetto.
Dunque, conclude Twardowski, l'oggetto è il genere sommo
tutto ciò che è,  è oggetto di un possibile atto di rappresentazione ed è cioè qualcosa. Dunque l'oggetto è diverso dall'esistente e solo ad alcuni oggetti spetta anche l'esistenza. Ci sono infatti enti solo possibili, ma è un oggetto anche ciò che non potrebbe mai esistere, quale potrebbe essere un numero. 
In breve è oggetto tutto ciò che è qualcosa, che non è niente.
Ogni oggetto di una rappresentazione può essere oggetto di un giudizio e oggetto dell'attività dell'animo (desiderio etc.). La verità metafisica di un oggetto non consiste nell'essere giudicato mediante un giudizio logicamente vero. Altrettanto poco la sua bontà dipende dal fatto che il sentimento verso di esso è buono. Vero si dice un oggetto in quanto è oggetto di un giudizio. Buono lo si dice in quanto ad esso si riferisce un atto dell'animo. Dunque chiamasi oggetto tutto ciò che è rappresentato per mezzo di una rappresentazione, affermato o negato mediante un giudizio, desiderato o detestato mediante un moto dell'animo. Gli oggetti sono reali o non-reali, possibili o impossibili, esistenti o non-esistenti. Essi possono essere oggetto di atti psichici, sono dotati di una designazione linguistica che è il nome, formano il summus genus che trova la sua espressione linguistica nel "qualcosa". Tutto ciò che in senso ampio è "qualcosa" si chiama "oggetto", in relazione al soggetto della rappresentazione, ma anche indipendentemente da esso.

## Opere
- Über den Unterschied zwischen der klaren und deutlichen Perzeption und der klaren und deutlichen Idee bei Descartes (1891) (dissertazione)
- Idee und Perzeption. Eine erkenntnis-theoretische Untersuchung aus Descartes (1892)
- Zur Lehre vom Inhalt und Gegenstand der Vorstellungen (1894)
- Wyobrażenie i pojęcie (1898)
- O tzw. prawdach względnych (1900)
- Über sogenannte relative Wahrheiten (1902)
- Über begriffliche Vorstellungen (1903)
- Das Wesen der Begriffe, allegato a Jahresbericht der Wiener philosophischen Gesellschaft (1903)
- O psychologii, jej przedmiocie, zadaniach, metodzie, stosunku do innych nauk i jej rozwoju (1913)
- Rozprawy i artykuły filozoficzne (1927)
- Wybrane pisma filozoficzne (1965)
- Wybór pism psychologicznych i pedagogicznych (1992)
- Dzienniki (1997)

### Traduzioni e raccolte di saggi
- Contenuto e oggetto, Torino, Bollati Boringhieri, 1988 (Traduzione ed introduzione di Stefano Besoli).
- On the Content and Object of Presentations. A Psychological Investigation, The Hague, Martinus Nijhoff, 1977 (Traduzione ed introduzione di Reinhardt Grossmann).
- Sur les objets intentionnels (1893-1901), Parigi, Vrin, 1993 (Traduzione francese di "Zur Lehre vom Inhalt und Gegenstand der Vorstellungen" e dei commenti di Edmund Husserl).
- On Actions, Products and Other Topics in Philosophy, Amsterdam, Rodopi, 1999 (a cura di Johannes Brandl e Jan Wolenski, tradotto e annotato da Arthur Szylewicz).
- On Prejudices, Judgments and Other Topics in Philosophy, Amsterdam, Rodopi, 2014 (a cura di Anna Brożek e Jacek Jadacki).